# Gordon Murray
Gordon Murray (Durban, 18 giugno 1946) è un ingegnere e imprenditore sudafricano, ex-progettista di vetture di Formula 1 e anche direttore tecnico nonché fondatore della casa automobilistica Gordon Murray Automotive.

## Biografia

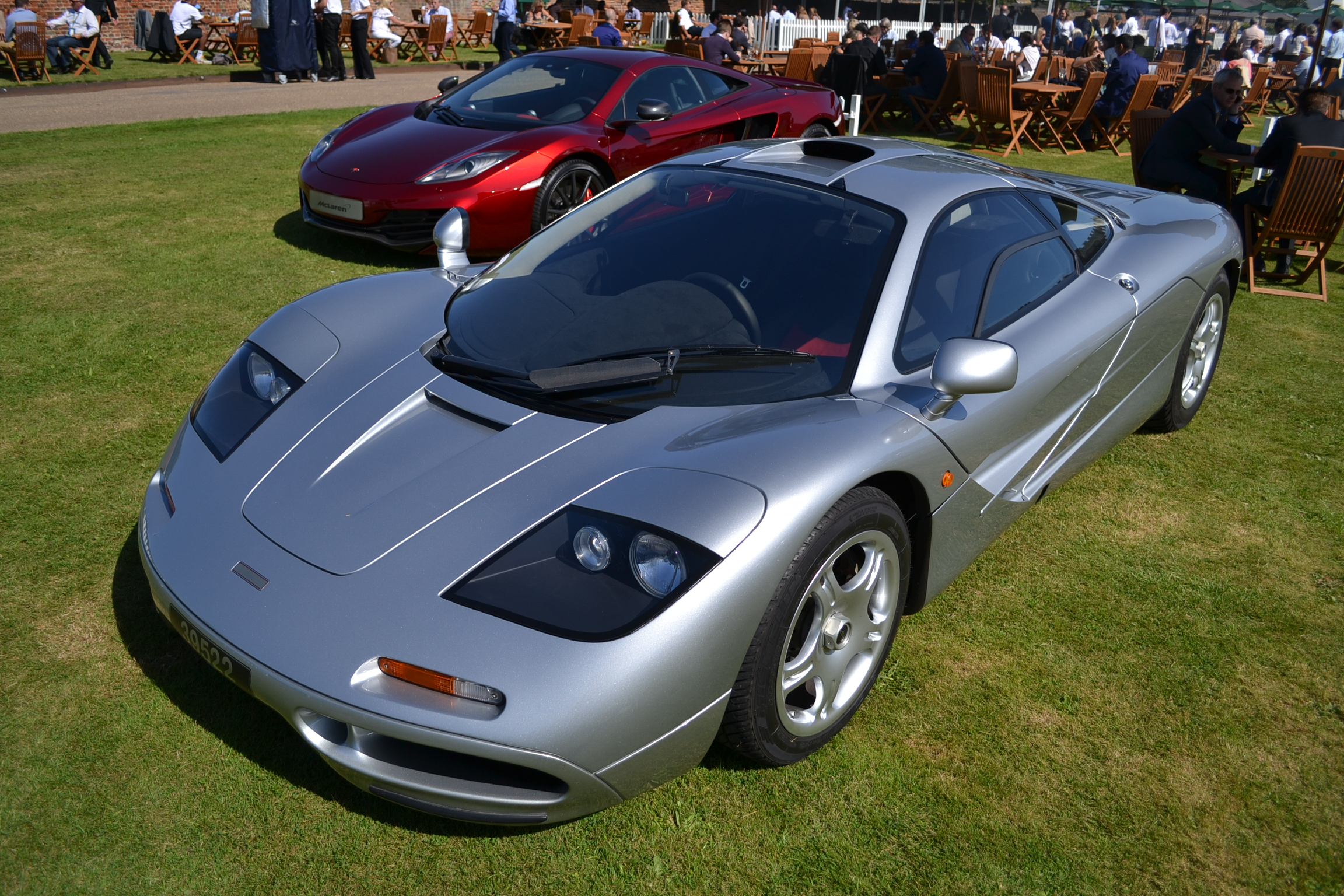
Mclaren F1, la vettura stradale più nota del progettista sudafricano

Murray, tecnico sudafricano, nella Formula 1 degli anni settanta e ottanta ha incarnato la figura del genio, come ad esempio alcune vetture da lui progettate, come la Brabham BT46 del 1978, la Brabham BT55 soprannominata sogliola del 1986,  la McLaren GTR, versione da competizione della McLaren F1 del 1995. 
Cominciò a lavorare in Formula 1 alla fine degli anni settanta per la Brabham, dove inizialmente ricopriva il ruolo di progettista. Con l'arrivo di Bernie Ecclestone gli venne affidato l'incarico di direttore tecnico che mantenne fino al 1986, anno del suo passaggio in McLaren, dove è stato direttore tecnico dal 1986 al 2004. In McLaren si è anche occupato del progetti di auto stradali come la McLaren F1 e Mercedes McLaren SLR.
Le vetture da lui disegnate hanno vinto 5 titoli mondiali di Formula 1 e due 24 ore di Le Mans. Riunendo un gruppo di progettisti tutti ex McLaren ha poi ideato la Caparo T1 e la Light Car Company Rocket.

## Onorificenze
- La sua alma mater, la Durban University of Technology, ha nominato Gordon Murray Professore Onorario nel 2002 e gli ha conferito una laurea honoris causa nel 2011.
- Nel 2022, a Murray è stata assegnata la medaglia inaugurale dell'innovazione del Presidente della FIA, "per il suo costante approccio innovativo alla progettazione di vetture da corsa e stradali".[3]